# ホラー&ファンタシイ傑作選
ホラー＆ファンタシイ傑作選（ホラーアンドファンタシイけっさくせん）は、1984年から1988年にかけて青心社から刊行されたホラー小説、ファンタジー小説の短編アンソロジー叢書。
アメリカ合衆国のパルプ・マガジン『ウィアード・テイルズ』誌に掲載された作品の日本独自の選集である。
四六版並製、帯付き、ソフトカバー。全4巻（第一期全5巻の刊行予定であった）。
編纂と各巻解説は大瀧啓裕。カバーイラストは山田章博、カバーデザインは龍神成文。

## 一覧
- 『ホラー＆ファンタシイ傑作選 1』 1984.8
「壜のなかの船」（Ship-in-a-Bottle、P・スカイラー・ミラー (P. Schuyler Miller)）
「学校奇談」（School for the Unspeakable、マンリイ・ウェイド・ウェルマン）
「魔力のある物語」（The Necromantic Tale、クラーク・アシュトン・スミス）
「夢の蛇」（The Dream Snake、ロバート・E・ハワード）
「コボルド・キープの首なし水車番」（Headless Miller of Kobold's Keep、G・ガーネット (G. Garnet)）
「エチケットの問題」（A Question of Etiquette、ロバート・ブロック）
「墓地の鼠」（The Graveyard Rats、ヘンリー・カットナー） - クトゥルフ神話作品
「猫のような女」（The Cat Woman、メアリー・エリザベス・カウンセルマン (Mary Elizabeth Counselman)）
「大洋に鳴る鈴の音」（The Bells of Oceana、アーサー・J・バークス (Arthur J. Burks)）
「サファイアの女神」（The Sapphire Goddess、ニクツィン・ダイアリス (Nictzin Dyalhis)）

- 『ホラー＆ファンタシイ傑作選 2』 1985.9
「蜘蛛の館」（Spider Mansion、フリッツ・ライバー）
「カシュラの庭」（In Kashla's Garden、オスカー・シスガル (Oscar Schisgall)）
「黒い石の彫像」（The Black Stone Statue、メアリー・エリザベス・カウンセルマン）
「快楽の館」（The House of Ecstasy、ラルフ・ミルン・ファーリィ）
「死霊の丘」（The Hills of the Dead、ロバート・E・ハワード） - ソロモン・ケーンもの
「三毛猫」（The Tortoise Shell Cat、グレイ・ラ・スピナ (Greye La Spina)）
「忍び寄る恐怖」（The Crawling Horror、ソープ・マクラスキイ (Thorp Mcclusky)）
「ノーク博士の謎の島」（The Strange Island of Dr. Nork、ロバート・ブロック）

- 『ホラー＆ファンタシイ傑作選 3』 1986.3
「奇妙な中断」（Strange Interval、シーベリィ・クイン）
「地下室になにが」（The Thing in the Cellar、デイヴィッド・H・ケラー）
「不老不死の秘薬」（The Life Serum、ポール・S・パワーズ (Paul S. Powers)）
「吹雪の夜」（The Drifting Snow、オーガスト・ダーレス）
「夜の末裔」（The Children of the Night、ロバート・E・ハワード） - ブラン・マク・モーンもの / クトゥルフ神話作品
「裸の貴婦人」（Naked Lady、ミンドレット・ロード (Mindret Lord)）
「特別料理」（Piecemeal、オスカー・クック (Oscar Cook)）
「六○七号室の女」（The Woman in Room 607、ソープ・マクラスキイ）

- 『ホラー＆ファンタシイ傑作選 4』 1988.6
「ママ」（Mommy、メアリ・エリザベス・カウンスルマン）
「十三階」（The Thirteenth Floor、フランク・グルーバー (Frank Gruber)）
「奇妙な患者」（Escape、ポール・アーンスト (Paul Ernst)）
「恐怖の三角形」（The Triangle of Terror、ウイリアム・F・テンプル (William F. Temple)）
「夢を売る女」（The Dream Merchant、ハロルド・ロウラー (Harold Lawlor)）
「邪悪な人形」（The Evil Doll、ハネス・ボク）
「青の都」（The Blue City、フランク・オーウェン (Frank Owen)）
「毒」（Poison、ジャック・スノー (Jack Snow)）
「スローター邸の惨劇」（Slaughter House、リチャード・マシスン）